# Маршалл, Кендалл
Кендалл Деван Маршалл (англ. Kendall Dewan Marshall; род. 19 августа 1991 года в Дамфрисе, Виргиния, США) — американский баскетболист, играл в Национальной баскетбольной ассоциации за «Финикс Санз», «Лос-Анджелес Лейкерс», «Милуоки Бакс» и «Филадельфия Севенти Сиксерс».

## Школа
В 2010 году Маршалл был лидером Средней Школы Бишоп О’Коннелл, выступающей в Независимом Виргинском Школьном Дивизионе I. Он также представлял школу Бишоп О’Коннелл в полуфинале Вашингтонской Атлетической Католической Конференции, в выпускном классе в среднем набирая 15,3 очка, 9 подборов и 6 передач за игру.

## Колледж
В начале своего первого сезона за «Тар Хилз» Кендалл не был основным разыгрывающим команды, но после ухода Ларри Дрю II получил больше игрового времени. После проигранного матча «Джорджие Тех» с более 20 очковой разницей, тренер Северной Каролины поставил Маршалла в стартовый состав.
Второй сезон для Кендалла сложился лучше, 9 марта 2012 года он установил рекорд, набрав 311 результативных передач за один сезон. В победном матче против Крейтона он сломал запястье, из-за жёсткого приземления после лей-апа. В 2012 году Маршалл выиграл приз имени Боба Коузи, присоединившись к прошлым победителям таким как, Рэймонд Фелтон (2005), Тай Лоусон (2009) и другие.

## Профессиональная карьера
29 марта 2012 года Маршалл объявил, что выставляет свою кандидатуру на драфт НБА 2012 года вместе с Тайлером Зеллером, Харрисоном Барнсом и Джоном Хэнсоном. 28 июня 2012 года Кендалл был выбран под 13-м номером на драфте НБА 2012 года командой «Финикс Санз».

### Финикс Санз (2012—2013)
16 июля 2012 года Маршалл подписал многолетний контракт с «Финикс Санз». Он присоединился к «Санз» для участия в Летней лиге НБА 2012 года и в своей первой игре сделал пять передач и три перехвата. В своей последней игре в Летней лиге Маршалл оформил дабл-дабл из 15 очков и 10 передач в победе над «Мемфис Гриззлис».
4 ноября 2012 года Маршалл провел свой первый официальный матч в НБА против «Орландо Мэджик». В этой игре он не отметился результативными действиями. Днем позже он сделал две передачи и один перехват в матче против «Майами Хит».
29 ноября 2012 года «Санз» направили Маршалла в команду «Бейкерсфилд Джем» из Джи-Лиги НБА.
В своей первой игре в Джи-Лиге Маршалл набрал 21 очко, 8 передач и 2 подбора в победе над командой «Санта Круз Уорриорз».  21 декабря 2012 года Маршалл был отозван «Санз» обратно в основную команду.
5 февраля 2013 года Маршалл набрал максимальные за сезон 11 очков и сделал 4 передачи в победе над «Мемфис Гриззлис».
9 марта 2013 года Маршалл набрал 9 очков, 2 подбора и 4 передачи в победе над «Хьюстон Рокетс».
Первый выход в стартовой пятерке у Маршалла в НБА состоялся 27 марта 2013 года против команды «Юта Джаз». В этой игре Маршалл отдал 13 передач.
25 октября 2013 года Маршалл был обменян вместе с Марцином Гортатом, Шенноном Брауном и Малкольмом Ли в «Вашингтон Уизардс» на Эмеку Окафора и первый выбор на драфте НБА 2014 года. Маршалл, Браун и Ли были отчислены «Уизардс» три дня спустя.

### Делавэр Эйти Севенерс (2013)
3 декабря 2013 года Маршалл подписал контракт с командой «Делавэр Эйти Севенерс» из Джи-Лиги НБА. В своем дебюте в составе «Делавэра» Маршалл набрал 31 очко, 10 передач, 9 подборов и 2 перехвата в матче против «Рио-Гранде Вэллей Вайперс».

### Лос-Анджелес Лейкерс (2013—2014)
20 декабря 2013 года Маршалл подписал контракт с «Лос-Анджелес Лейкерс».
3 января 2014 года Маршалл стал шестым игроком на позиции разыгрывающего, который выходил в стартовой пятерке «Лейкерс» в течение сезона 2013/14. В этом матче против «Юты Джаз» Маршалл набрал 20 очков и 15 передач.
18 июля 2014 года Маршалл был отчислен «Лейкерс».

### Милуоки Бакс (2014—2015)
20 июля 2014 года Маршалл подписал контракт с командой «Милуоки Бакс».
17 января 2015 года Маршалл выбыл до конца сезона 2014/15 после разрыва передней крестообразной связки правого колена.
19 февраля 2015 года Маршалл был обменян в «Финикс Санз» в рамках трехсторонней сделки с участием «Филадельфии Севенти Сиксерс». Через два дня он был отчислен «Санз» вместе с Джоном Сэлмонсом.

### Филадельфия Севенти Сиксерс (2015—2016)
9 сентября 2015 года Маршалл подписал контракт с командой «Филадельфия Севенти Сиксерс». 11 ноября он был направлен в команду «Делавер Эйти Севенерс» для реабилитации после разрыва крестообразной связки. 4 декабря он был отозван «Севенти Сиксерс» обратно в основную команду.
11 декабря 2015 года Маршалл дебютировал за «Севенти Сиксерс», набрав 5 очков и 6 передач.
26 августа 2016 года Маршалл был обменян в «Юту Джаз» в обмен на Тибора Плайсса, два выбора второго раунда драфта НБА 2017 года и денежную компенсацию. Маршалл был сразу же отчислен «Джаз».

### Рино Бигхорнс (2016—2017)
29 ноября 2016 года Маршалл подписал контракт с командой «Рино Бигхорнс» из Джи-Лиги НБА.

### Агуа-Калиенте Клипперс (2017)
21 сентября 2017 года Маршалл подписал контракт на тренировочный лагерь с «Милуоки Бакс».
8 октября 2017 года он был отчислен «Бакс» после участия в трех предсезонных играх. В тот же день Маршалл подписал контракт с «Агуа-Калиенте Клипперс» из Джи-Лиги НБА.
23 ноября 2017 года Маршалл объявил о завершении игровой карьеры.

## Статистика

### Статистика в НБА
| Сезон                                                                                    | Команда     | Регулярный сезон | Регулярный сезон | Регулярный сезон | Регулярный сезон | Регулярный сезон | Регулярный сезон | Регулярный сезон | Регулярный сезон | Регулярный сезон | Регулярный сезон | Регулярный сезон | Серия плей-офф | Серия плей-офф | Серия плей-офф | Серия плей-офф | Серия плей-офф | Серия плей-офф | Серия плей-офф | Серия плей-офф | Серия плей-офф | Серия плей-офф | Серия плей-офф |
| Сезон                                                                                    | Команда     | GP               | GS               | MPG              | FG%              | 3P%              | FT%              | RPG              | APG              | SPG              | BPG              | PPG              | GP             | GS             | MPG            | FG%            | 3P%            | FT%            | RPG            | APG            | SPG            | BPG            | PPG            |
| ---------------------------------------------------------------------------------------- | ----------- | ---------------- | ---------------- | ---------------- | ---------------- | ---------------- | ---------------- | ---------------- | ---------------- | ---------------- | ---------------- | ---------------- | -------------- | -------------- | -------------- | -------------- | -------------- | -------------- | -------------- | -------------- | -------------- | -------------- | -------------- |
| 2012/13                                                                                  | Финикс      | 48               | 3                | 14,6             | 37,1             | 31,5             | 57,1             | 0,9              | 3,0              | 0,5              | 0,1              | 3,0              | Не участвовал  | Не участвовал  | Не участвовал  | Не участвовал  | Не участвовал  | Не участвовал  | Не участвовал  | Не участвовал  | Не участвовал  | Не участвовал  | Не участвовал  |
| 2013/14                                                                                  | Лейкерс     | 54               | 45               | 29,0             | 40,6             | 39,9             | 52,8             | 2,9              | 8,8              | 0,9              | 0,1              | 8,0              | Не участвовал  | Не участвовал  | Не участвовал  | Не участвовал  | Не участвовал  | Не участвовал  | Не участвовал  | Не участвовал  | Не участвовал  | Не участвовал  | Не участвовал  |
| 2014/15                                                                                  | Милуоки     | 28               | 3                | 14,9             | 45,5             | 39,1             | 88,9             | 1,0              | 3,1              | 0,8              | 0,0              | 4,2              | Не участвовал  | Не участвовал  | Не участвовал  | Не участвовал  | Не участвовал  | Не участвовал  | Не участвовал  | Не участвовал  | Не участвовал  | Не участвовал  | Не участвовал  |
| 2015/16                                                                                  | Филадельфия | 30               | 6                | 13,3             | 36,4             | 32,7             | 69,2             | 0,9              | 2,4              | 0,5              | 0,1              | 3,7              | Не участвовал  | Не участвовал  | Не участвовал  | Не участвовал  | Не участвовал  | Не участвовал  | Не участвовал  | Не участвовал  | Не участвовал  | Не участвовал  | Не участвовал  |
|                                                                                          | Всего       | 160              | 57               | 19,3             | 39,9             | 37,0             | 61,1             | 1,6              | 4,9              | 0,7              | 0,1              | 5,0              | Не участвовал  | Не участвовал  | Не участвовал  | Не участвовал  | Не участвовал  | Не участвовал  | Не участвовал  | Не участвовал  | Не участвовал  | Не участвовал  | Не участвовал  |
| Наведите курсор мыши на аббревиатуры в заголовке таблицы, чтобы прочесть их расшифровку. |             |                  |                  |                  |                  |                  |                  |                  |                  |                  |                  |                  |                |                |                |                |                |                |                |                |                |                |                |

### Статистика в Джи-Лиге
| Сезон                                                                                    | Команда                | Регулярный сезон | Регулярный сезон | Регулярный сезон | Регулярный сезон | Регулярный сезон | Регулярный сезон | Регулярный сезон | Регулярный сезон | Регулярный сезон | Регулярный сезон | Регулярный сезон | Серия плей-офф | Серия плей-офф | Серия плей-офф | Серия плей-офф | Серия плей-офф | Серия плей-офф | Серия плей-офф | Серия плей-офф | Серия плей-офф | Серия плей-офф | Серия плей-офф |
| Сезон                                                                                    | Команда                | GP               | GS               | MPG              | FG%              | 3P%              | FT%              | RPG              | APG              | SPG              | BPG              | PPG              | GP             | GS             | MPG            | FG%            | 3P%            | FT%            | RPG            | APG            | SPG            | BPG            | PPG            |
| ---------------------------------------------------------------------------------------- | ---------------------- | ---------------- | ---------------- | ---------------- | ---------------- | ---------------- | ---------------- | ---------------- | ---------------- | ---------------- | ---------------- | ---------------- | -------------- | -------------- | -------------- | -------------- | -------------- | -------------- | -------------- | -------------- | -------------- | -------------- | -------------- |
| 2012/13                                                                                  | Бейкерсфилд Джэм       | 9                | 9                | 30,9             | 31,3             | 22,2             | 69,2             | 3,0              | 7,6              | 1,2              | 0,0              | 9,6              | Не участвовал  | Не участвовал  | Не участвовал  | Не участвовал  | Не участвовал  | Не участвовал  | Не участвовал  | Не участвовал  | Не участвовал  | Не участвовал  | Не участвовал  |
| 2013/14                                                                                  | Делавэр Эйти Севенерс  | 7                | 7                | 37,6             | 41,9             | 46,3             | 79,2             | 4,7              | 9,6              | 1,9              | 0,1              | 19,4             | Не участвовал  | Не участвовал  | Не участвовал  | Не участвовал  | Не участвовал  | Не участвовал  | Не участвовал  | Не участвовал  | Не участвовал  | Не участвовал  | Не участвовал  |
| 2016/17                                                                                  | Рино Бигхорнс          | 21               | 18               | 35,9             | 45,6             | 31,0             | 84,3             | 3,8              | 9,1              | 1,2              | 0,0              | 15,0             | Не участвовал  | Не участвовал  | Не участвовал  | Не участвовал  | Не участвовал  | Не участвовал  | Не участвовал  | Не участвовал  | Не участвовал  | Не участвовал  | Не участвовал  |
| 2017/18                                                                                  | Агуа-Кальенте Клипперс | 3                | 0                | 14,2             | 45,5             | 66,7             | -                | 1,7              | 2,7              | 0,3              | 0,0              | 4,0              | Не участвовал  | Не участвовал  | Не участвовал  | Не участвовал  | Не участвовал  | Не участвовал  | Не участвовал  | Не участвовал  | Не участвовал  | Не участвовал  | Не участвовал  |
|                                                                                          | Всего                  | 40               | 34               | 33,5             | 41,7             | 34,9             | 80,5             | 3,6              | 8,4              | 1,3              | 0,1              | 13,7             | Не участвовал  | Не участвовал  | Не участвовал  | Не участвовал  | Не участвовал  | Не участвовал  | Не участвовал  | Не участвовал  | Не участвовал  | Не участвовал  | Не участвовал  |
| Наведите курсор мыши на аббревиатуры в заголовке таблицы, чтобы прочесть их расшифровку. |                        |                  |                  |                  |                  |                  |                  |                  |                  |                  |                  |                  |                |                |                |                |                |                |                |                |                |                |                |

### Статистика в NCAA
| Сезон | Команда           | Conf  | Class | GP | GS | MPG  | FG%  | 3P%  | FT%  | RPG | APG | SPG | BPG | PPG |
| --- | ----------------- | ----- | ----- | -- | -- | ---- | ---- | ---- | ---- | --- | --- | --- | --- | --- |
| 2010/11 | Северная Каролина | ACC   | FR    | 37 | 20 | 24,6 | 42,0 | 38,5 | 69,0 | 2,1 | 6,2 | 1,1 | 0,1 | 6,2 |
| 2011/12 | Северная Каролина | ACC   | SO    | 36 | 35 | 33,0 | 46,7 | 35,4 | 69,6 | 2,6 | 9,8 | 1,2 | 0,2 | 8,1 |
| Всего | Всего             | Всего | Всего | 73 | 55 | 28,8 | 44,6 | 36,6 | 69,3 | 2,3 | 8,0 | 1,1 | 0,1 | 7,2 |
| Наведите курсор мыши на аббревиатуры в заголовке таблицы, чтобы прочесть их расшифровку Статистика приведена с сайта sports-reference.com |                   |       |       |    |    |      |      |      |      |     |     |     |     |     |